# Parlament

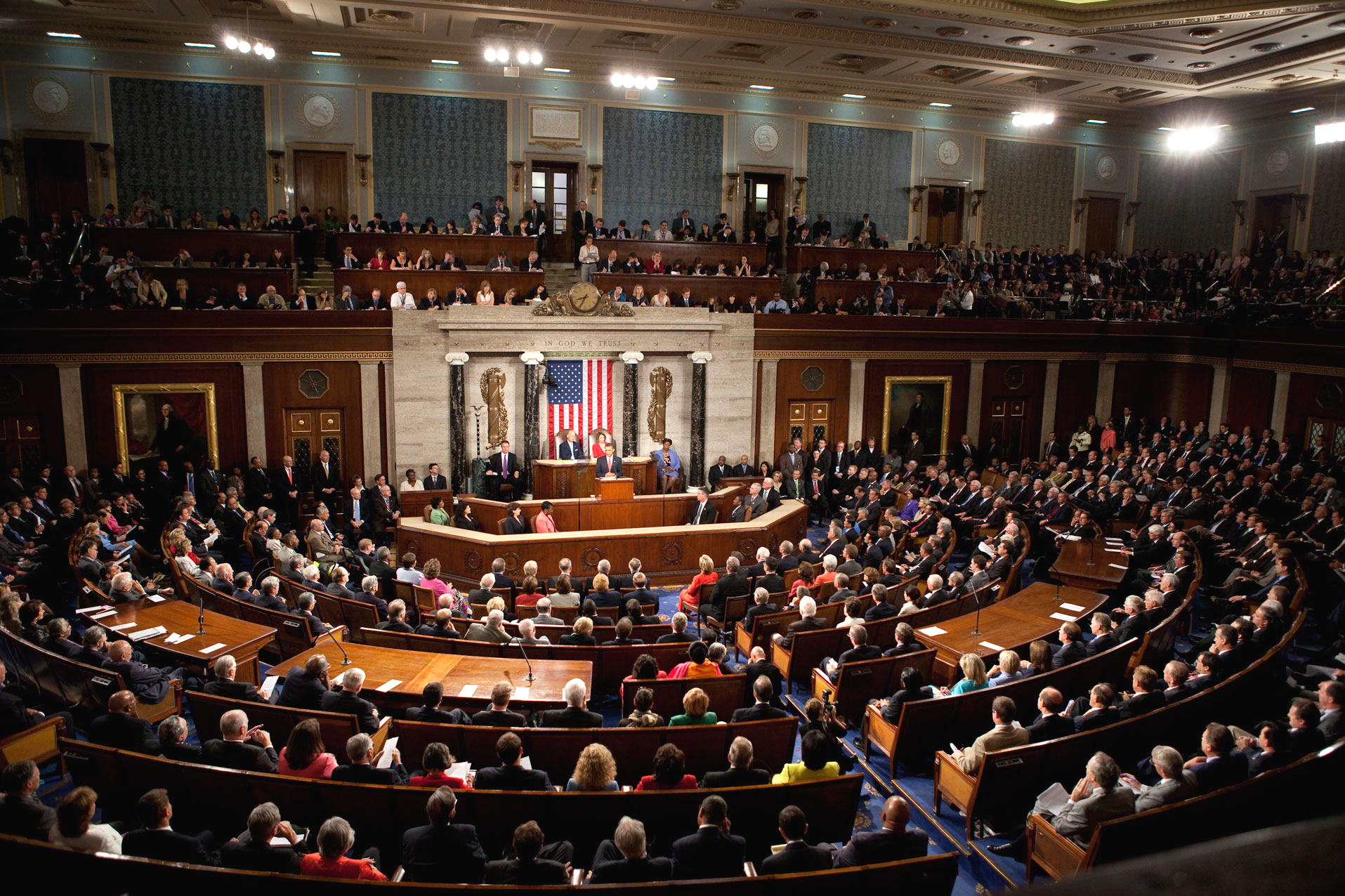
Beispiel für ein modernes Parlament: Der US-Kongress während einer Regierungserklärung von Präsident Barack Obama.

Ein Parlament (von altfranzösisch parlement ‚Unterredung‘, zu parler ‚sprechen, reden‘) ist die politische Volksvertretung, die in der Regel aus ein, zwei oder drei Kammern bzw. Häusern besteht (siehe Einkammersystem, Zweikammersystem und Dreikammersystem). In repräsentativ-demokratischen Staaten ist es eine vom Staatsvolk gewählte und legitimierte Vertretungskörperschaft, die die gesetzgebende Gewalt (Legislative) ausübt und unter anderem die Regierung und Verwaltung (Exekutive) kontrolliert. Jedoch gibt es auch in Staaten mit nicht-demokratischem politischen System Parlamente.
Jeder demokratisch verfasste Nationalstaat, ob Einheits- oder Bundesstaat, besitzt ein Parlament auf nationalstaatlicher Ebene. In Bundesstaaten gibt es zudem Parlamente auf der Ebene der Gliedstaaten, da diese Staatsqualität und somit eine beschränkte, geteilte staatsrechtliche Souveränität mit eigenem politischen System (Exekutive, Legislative und Judikative) besitzen.
Im übertragenen Sinne werden auch andere politische Versammlungen mit dem Begriff Parlament bezeichnet. Diese Versammlungen stellen jedoch keine unmittelbar oder nur eingeschränkt vom Volk legitimierte Volksvertretungen dar:
- z. B. das Europäische Parlament der Europäischen Union (nur eingeschränkte demokratische Legitimation, da kein einheitliches, definierbares Staatsvolk als Basis der Legitimation und keine Wahlgleichheit, Fehlen des typischen Gegensatzes zwischen Regierungs- und Oppositionsfraktionen, sowie kein Besitz der vollen Gesetzgebungskompetenz und kein unmittelbares Initiativrecht)
- die Delegiertenversammlungen der Mitgliedstaaten internationaler Organisationen (z. B. die Parlamentarische Versammlung der OSZE oder die Generalversammlung der Vereinten Nationen)

Die Vertretungsorgane der Einwohner von Deutschland, Frankreich, den Niederlanden, Österreich und anderen Staaten sind nach herrschender Meinung und Staatspraxis keine Parlamente mit legislativen Befugnissen im staatsrechtlichen Sinne. Dazu zählen in Deutschland die Organe der Gemeinden (z. B. Gemeinderat) sowie die für Kreise (Kreistag) und sonstige der mittelbaren Staatsverwaltung zugehörigen Körperschaften des öffentlichen Rechts tätigen Gremien. Sie sind ebendort Teil der Exekutive, da es sich bei den Kommunen insgesamt aus herrschender staatsrechtlicher Sicht lediglich um Selbstverwaltungskörperschaften innerhalb der Landesexekutive handelt.

## Struktur, Aufgaben und Arbeitsweise von Parlamenten
In einer Demokratie werden die Vertreter eines Parlaments durch Wahlen bestimmt, in anderen Regierungssystemen finden auch Ernennungen statt.
In demokratischen Staaten übt das Parlament außer der Gesetzgebung auch das Budgetrecht und die Kontrolle der Regierung aus. Abgeordnete haben gegenüber der Regierung und einzelnen Ministern das Recht auf Auskunft und gegebenenfalls zum Misstrauensantrag. Die Regelungen hierzu sind in der Verfassung des jeweiligen Staates und in der parlamentarischen Geschäftsordnung niedergelegt.
Etwa 30 bis 40 Prozent der Parlamente weltweit bestehen aus zwei Kammern; die Mitglieder der kleineren Kammern werden vielfach nicht direkt gewählt, sondern ernannt oder von Gliedstaaten entsandt. Wichtige Organe sind Parlamentspräsident und Stellvertreter, Fraktions-Vorsitzende der Parlamentsparteien und die themenbezogenen Ausschüsse, in denen die Gesetzentwürfe vorbereitet werden.
Hinsichtlich der Arbeitsweise werden sogenannte Arbeits- und Redeparlamente unterschieden:
- In einem Redeparlament (typisch dafür ist das britische Unterhaus) werden alle politischen Fragen in Diskussionen und vorwiegend im Plenum erörtert,
- während in einem Arbeitsparlament (z. B. der US-Kongress und der deutsche Bundestag) ein Großteil der Arbeit in Parlamentsausschüssen stattfindet.
- In den meisten Staaten ist das Parlament eine Mischform dieser beiden Typen.
- Unabhängig von diesen Strukturen spielt bei der Parlamentsarbeit auch das (oft als fragwürdig angesehene) Lobbying eine Rolle, das (positiver betrachtet) auch als Kooperation mit Verbänden, Kirchen, Gewerkschaften oder anderen Standesvertretungen zu betrachten ist.
- In vielen Ländern ist in der abschließenden Beratung eines Gesetzentwurfs die Möglichkeit einer halb-öffentlichen Beratung vorgeschaltet, wo politische und andere große Organisationen oder Verbände ihre Stellungnahmen und Verbesserungsvorschläge einbringen können. In der Schweiz heißt dieser Vorgang Vernehmlassung.

Als Parlament im weiteren Sinne werden zum Teil auch die Delegiertenversammlungen parlamentarischer Versammlungen bezeichnet. Vielfach haben auch Parteitage die Funktion eines „Parteiparlaments“, wenngleich ihre Delegierten nicht immer gewählt, sondern auch ernannt oder nominiert werden können.
Parlamente, deren Mitglieder nur ehrenamtlich oder nebenberuflich tätig sind, werden als Feierabendparlamente bezeichnet.

## Funktionen
- Gesetzgebungsfunktion/Legislative Funktion: Eine der Hauptfunktionen von Parlamenten ist die Verabschiedung von Gesetzen, diese Funktion fällt dem Parlament durch die Gewaltenteilung zu. Dabei kann es sich um Gesetzesentwürfe handeln, die von der Regierung vorgelegt werden oder auch um Gesetzesentwürfe des Parlamentes oder seiner Teilorgane (Fraktionen, Ausschüsse). Es kommt vor, dass die Regierung auf Bitte eines Teilorgans des Parlaments (im Regelfall den die Regierung stützende Fraktionen) nur eine mögliche Gesetzesformulierung zur Verfügung stellt (Formulierungshilfe) und nicht selbst Antragsteller ist.
- Initiativfunktion: Ein großer Teil der parlamentarischen Arbeit besteht darin, die Regierung aufzufordern, dem Parlament Gesetzesentwürfe zur Beschlussfassung vorzulegen oder sie aufzufordern in bestimmten Dingen direkt exekutiv tätig zu werden.
- Wahl- bzw. Kreativfunktion: Die Parlamente wählen, abhängig vom jeweiligen Staat und seinem Staatsaufbau, Personen wie den Parlamentspräsidenten, hohe Richter oder in parlamentarischen Regierungssystemen das Regierungsoberhaupt.
- Kontrollfunktion: Die Parlamente haben oft die Aufgabe, die Exekutive zu kontrollieren. Dazu verfügen sie über Kontrollrechte wie das Recht, einen Untersuchungsausschuss einzusetzen oder über Geheimdienstaktionen informiert zu werden. Die Kontrollfunktion wird normalerweise vor allem von der Opposition wahrgenommen. Kontrolliert werden Richtung, Effizienz und die Rechtmäßigkeit des Regierungshandelns. Um die Exekutive wirksam kontrollieren zu können, ist das Parlament in der Lage, das Regierungsoberhaupt abzuwählen, beispielsweise durch ein konstruktives Misstrauensvotum, oder anzuklagen, wie beim Impeachment.
- Kommunikationsfunktion/Öffentlichkeitsfunktion: Sie lässt sich unterteilen in Repräsentations- oder Artikulationsfunktion (das Parlament soll die in der Öffentlichkeit vorhandenen Auffassungen zum Ausdruck bringen) und Willensbildungs- oder Öffentlichkeitsfunktion (das Parlament soll das Volk informieren).

## Rechte
- Budget- bzw. Haushaltsrecht: Eines der ältesten Rechte von Parlamenten ist das Budgetrecht. Der Haushalt wird als Gesetz verabschiedet und kann auch dazu dienen, die Regierung zu kontrollieren.
- Interpellationsrechte: Um die Kontrollfunktion wahrnehmen zu können, haben Parlamente das Recht, Regierungsmitgliedern Fragen zu stellen.
- Selbstauflösungsrecht: So bezeichnet man das Recht eines Parlamentes, sich selbst aufzulösen, so dass es zu Neuwahlen kommt. Nicht jedes Parlament hat dieses Recht, dem Bundestag steht es zum Beispiel nicht zu.

## Geschichte des Parlaments

### England
Das englische Parlament entwickelte sich aus dem adligen Beraterkreis der angelsächsischen Könige, dem witan. In ihm waren nicht nur persönliche Vertrauensleute des Königs vertreten, sondern sowohl Hoch- als auch Landadlige und hohe geistliche Würdenträger, die aufgrund ihrer Macht einen Anspruch auf die Mitgliedschaft besaßen. Die Beratung des Königs durch den witan wurde nicht nur als Pflicht seiner Mitglieder, sondern auch als ihr Recht verstanden. Der König war also verpflichtet, den Rat einzuholen. Unter den frühen Normannenkönigen wurden die Parlamente nur jeweils nach Bedarf einberufen, wenn wichtige Themen zu beraten waren (diese Treffen fielen mit den christlichen Festen Ostern und Weihnachten zusammen). Die Geschichte des angelsächsischen Witan endete mit der Invasion der Normannen von 1066, die ihn durch eine curia regis (Gerichtshof des Königs) ersetzten; jedoch war diese noch bis ins 12. Jahrhundert auch unter den traditionellen Namen Witan oder Witenagemot bekannt.
Am 20. Januar 1265 lud Simon V. de Montfort, der gegen seinen Schwager Heinrich III. rebellierte, seine Anhänger ohne vorherige königliche Zustimmung zu einem Parlament. Neben 120 Kirchenmännern und 23 Earls wurden auch je zwei Ritter aus jeder Grafschaft und je zwei Bürger aus jedem Borough eingeladen – das erste Mal, dass Bürgerliche an einem englischen Parlament teilnahmen. De Montforts neue Regeln wurden 1295 durch Eduard I. mit dem Model Parliament formell bestätigt. Mit der Zeit entwickelte sich daraus das englische Parlament. Nach den Rosenkriegen im 15. Jahrhundert nahmen Selbstbewusstsein und Macht des Parlaments zu, ebenso die Zahl der Mitglieder. Das Parlament verstand sich nicht nur als Beratungs-, sondern zunehmend als Kontrollorgan dem König gegenüber. Zudem beanspruchte es die Funktion des obersten Gerichtshofs und vor allem das Recht, Steuern zu bewilligen. Auch die Einberufung war nicht mehr allein vom Willen des Königs abhängig. Die Parlamentsmitglieder konnten zunehmend auch auf eigene Initiative zusammentreten. Allerdings wurde das englische Parlament dadurch auch mehr und mehr zum Schauplatz von Auseinandersetzungen zwischen den Adelsgruppen des Landes.

### Frankreich
Im Frankreich des Ancien Régime wurde mit Parlement ein Gerichtshof bezeichnet, der als eine der ältesten Institutionen des Reiches galt. Das Parlament konnte die königliche Rechtsprechung bestätigen oder auch korrigieren, indem es, vor allem im 18. Jahrhundert, ein Gesetz zur „remontrance“ an den König zurückverwies. Die verschiedenen Kammern der Parlamente wurden nach ihren Jurisdiktionsbereichen unterschieden: „grande chambre“, „chambre des enquêtes“, „chambre de requêtes“, „tournelle criminelle“ und auch die „chambre de l'édit“ (bis 1685, siehe Widerrufung des Ediktes von Nantes). Besonders im 18. Jahrhundert galten die Parlamente als ein Hort der Opposition von Teilen des Adels („noblesse d'épée“ wie auch der „noblesse de robe“) als auch von Teilen des dritten Standes gegen einen als despotisch empfundenen Absolutismus, zu dem sich die jansenistische Opposition gegen die Jesuiten sowie die gallikanische Opposition gegen die ultramontane Kirche gesellte.
Im Königreich Frankreich wurden neben dem ersten und wichtigsten Parlament von Paris noch die Parlamente von Toulouse (1303), Grenoble (1453), Rouen (1499), Aix (1502), Rennes (1533), Pau (1620), Metz (1633), Douai (1686), Dôle (1676), Besançon (1676) und zuletzt Nancy (1775) eingerichtet.
Das aktuelle französische Parlament besteht seit 1958 aus Senat und Nationalversammlung.

### Polen

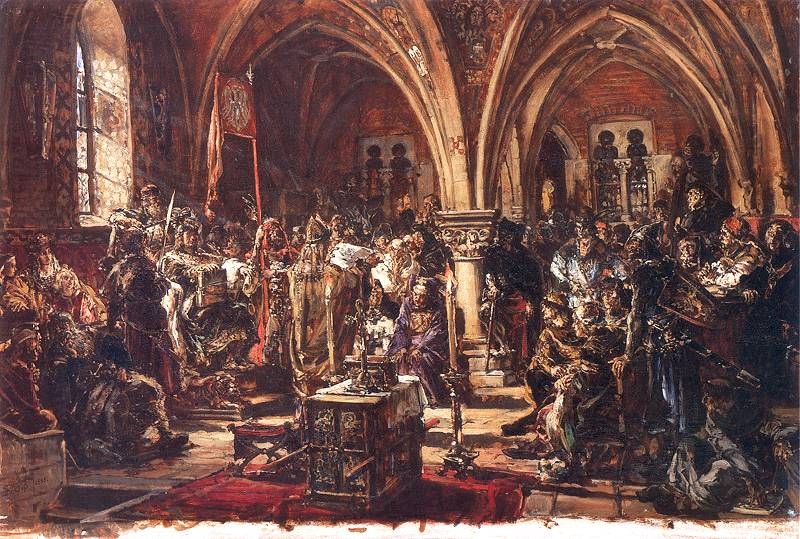
Der erste polnische Sejm zu Łęczyca 1180 (Gemälde von Jan Matejko)

Das polnische Parlament zählt zu den ältesten der Welt und entwickelte sich schrittweise aus historischen Ständeversammlungen und Ältestenräten des frühen Königreichs Polen. Ab 1182 gewann es an bedeutendem politischem Einfluss und seine Mitglieder ergriffen erste Maßnahmen, um absolutistischen Tendenzen der polnischen Monarchie entgegenzuwirken.
Durch zahlreiche Reformen wuchs die Rolle des polnischen Parlaments, das vorwiegend in Petrikau zusammenfand, ab 1454 kontinuierlich. In seiner heutigen Form, bestehend aus den beiden Kammern Sejm und Senat und meist abgehalten in Warschau, existiert das polnische Parlament seit 1493. Seit dieser Zeit fanden jährlich über einen Zeitraum von mehreren Wochen regelmäßige Versammlungen statt, die durch Sonderzusammenkünftige erweitert wurden. Zu den Kompetenzen des polnischen Parlaments gehörten unter anderem die Wahl des Monarchen und das Steuerwesen. Die höhere Kammer, der Senat, bestand aus hohen Würdenträgern aus dem Kreis der Magnaten und Vertretern des Klerus. Die niedrigere Kammer, der Sejm, setzte sich aus Abgeordneten zusammen, die durch Parlamente einzelner Provinzen, den Sejmiki, abgesandt wurden. Passives und aktives Wahlrecht besaßen nur Vertreter des Landadels, der sogenannten Szlachta, die allerdings phasenweise bis zu 15 Prozent der polnischen Bevölkerung ausmachte und unabhängig von ihren materiellen Besitztümern alle Bürgerrechte im heutigen Sinn besaß.
Mit der Verfassung Nihil Novi von 1505 wurde die Legislative auf den Sejm übertragen, wodurch der polnische Monarch ohne die ausdrückliche Zustimmung der Abgeordneten keine Gesetze mehr erlassen durfte. Eine weitgehende Reform erfuhr der Sejm mit der Lubliner Union von 1569, die zur Realunion zwischen dem Königreich Polen und dem Großfürstentum Litauen führte, sowie der Warschauer Verfassung von 1573, die insbesondere die politische Gleichstellung aller Konfessionen im Sejm sowie Bürgerrechte und die Religionsfreiheit im ganzen Land sicherte. 1654 wurde im Sejm erstmals das Liberum Veto angewandt, das die Einstimmigkeit der Beschlüsse vorschrieb. Stimmte nur ein Abgeordneter gegen ein Vorhaben, dann musste weiterverhandelt werden.
Der sogenannte Vierjährige Sejm, der von 1788 bis 1792 im Warschauer Königsschloss tagte, erließ 1791 die Verfassung vom 3. Mai, die erste moderne, liberale Verfassung Europas im Sinne der Aufklärung und nach den USA die zweite auf der Welt. In Folge von langjährigen politischen Einflussnahmen und militärischen Gewaltakte wurde das polnische Parlament im Zuge der Dritten Teilung Polens durch Preußen, Österreich und Russland 1795 aufgelöst.
In dem 1807 von Napoleon Bonaparte etablierten polnischen Herzogtum Warschau und am Anfang des 1815 gebildeten und russisch dominierten Königreichs Polen bestand erneut ein Sejm in Warschau. Nach 1867 wurde im österreichischen Galizien ein polnischer Landtag in Lemberg eingerichtet. Erst in der Zweiten Polnischen Republik, die von 1918 bis 1939 bestand, wurde ein erneutes gesamtpolnisches Parlament, bestehend aus Sejm und Senat, gebildet. Zwischen 1919 und 1922 tagte zudem die Polnische Nationalversammlung. In der Volksrepublik Polen wurde der Senat aufgelöst und der Sejm mit einer Kammer als rein beratende Fassadeninstitution beibehalten. Tatsächliche Machtzentren waren das Zentralkomitee der kommunistischen PZPR und die sowjetische KPdSU. Nach Ende des Kommunismus in Polen 1989 wurde der Senat wieder eingeführt und der Sejm als demokratische Institution wieder etabliert.

### Deutschland
Das erste demokratisch gewählte deutsche Parlament war die Frankfurter Nationalversammlung von 1848 in der Paulskirche. Hier wurde der Beschluss zur Paulskirchenverfassung gefasst, die allerdings nie umgesetzt wurde.

### Schweiz
Auf dem europäischen Kontinent gelang es der europaweiten liberalen Bewegung einzig in der Schweiz, mit der ab 1848 gültigen Verfassung einen dauerhaften National- und Verfassungsstaat mit einem rein parlamentarischen System zu etablieren. 
Im Schweizer Nationalrat kamen 1848 erstmals 111 Mitglieder zusammen.

### Aufsätze
- Franz Thedieck: Die Parlamentsfunktionen. In: Juristische Arbeitsblätter 8–9/1988, S. 423–427.

### Monografien
- Stefan Marschall: Parlamentarismus. Eine Einführung. Nomos, Baden-Baden 2005.
- Quirin Weber: Parlament – Ort der politischen Entscheidung? Legitimationsprobleme des modernen Parlamentarismus – dargestellt am Beispiel der Bundesrepublik Deutschland. Basel 2011, ISBN 978-3-7190-3123-7.